# 葡萄糖-6-磷酸脱氢酶
葡萄糖-6-磷酸脱氢酶（英語：glucose-6-phosphate dehydrogenase，EC 1.1.1.49 （页面存档备份，存于））是一种以NAD+或NADP+为受体、作用于供体CH-OH基团上的氧化还原酶,化学式为:C2657H4114O764N726S21。这种酶能催化以下酶促反应：
D-葡萄糖-6-磷酸 + NADP+ {\displaystyle \rightleftharpoons } D-葡萄糖酸-1,5-内酯-6-磷酸 + NADPH + H+
葡萄糖-6-磷酸脱氢酶主要参与磷酸戊糖途径，也能缓慢地作用在β-D-葡萄糖等其他糖类上。这种酶可由其底物葡萄糖-6-磷酸激活。
葡萄糖-6-磷酸脱氢酶存在于众多生物细胞内，高等植物拥有数种葡萄糖-6-磷酸脱氢酶的蛋白异构体（protein isoform），它们分布于细胞质基质、和过氧化物酶体等细胞结构中。如果人类表达葡萄糖-6-磷酸脱氢酶的基因有缺陷，将会导致葡萄糖-6-磷酸脱氢酶缺乏症，进而引发非免疫性溶血性贫血。

## 物种分布
从细菌基因组到人类基因组中都有G6PD。一项对百余个物种的G6PD多重序列比對研究显示，不同物种间的G6PD基因相似度在30%到94%之间，人与细菌间的相似度有30%。
人类的G6PD基因存在两种蛋白异构体，此基因上至少有168种与疾病有关的突变，通常为改变氨基酸的错义突变。

## 延伸阅读
- Vulliamy T, Beutler E, Luzzatto L. . Hum. Mutat. 1993, 2 (3): 159–67. PMID 8364584. doi:10.1002/humu.1380020302.

*Mason PJ. . Br. J. Haematol. 1996, 94 (4): 585–91. PMID 8826878.
*Wajcman H, Galactéros F. . C. R. Biol. 2004, 327 (8): 711–20. PMID 15506519.